# Kosmos 305
Kosmos 305 (ros. Космос-305) – radziecka sonda kosmiczna, która miała dotrzeć do Księżyca w ramach programu Łuna. Nie zdołała opuścić orbity okołoziemskiej.
Sonda została wystrzelona 22 października 1969 roku z kosmodromu Bajkonur. Była to sonda tego samego typu co wystrzelona trzy miesiące wcześniej Łuna 15, która rozbiła się na powierzchni Księżyca. Także ona miała przywieźć na Ziemię próbki regolitu. Sonda osiągnęła orbitę okołoziemską, ale zawiódł człon ucieczkowy, który miał ją skierować w stronę Księżyca. Po dwóch dniach sonda spłonęła w atmosferze.
Radzieckim sondom, które pozostały na orbicie okołoziemskiej, nadawano oznaczenie Kosmos, niezależnie od tego jaki miał być cel misji. Zgodnie z tą praktyką sonda została nazwana Kosmos 305.